# Karel Fridrich Hohenzollernský
Karel Fridrich Hohenzollernský (* 20. dubna 1952 v Sigmaringenu) je německý podnikatel a od roku 2010 hlava rodu Hohenzollern-Sigmaringen, švábské linie Hohenzollernů. Na veřejnosti vystupuje pod jménem kníže von Hohenzollern, což zahrnuje historický šlechtický titul tradičně používaný příslušným představeným domu.

## Životopis

### Původ
Karl Friedrich von Hohenzollern je nejstarší syn Friedricha Wilhelma von Hohenzollern (1924–2010) a Margarity, rozené princezny z Leiningenu (1932–1996).

### Vzdělávání
V letech 1958 až 1968 navštěvoval základní školu a střední školu v Sigmaringenu. V roce 1969 přešel do Institut auf dem Rosenberg v St. Gallen, Švýcarsko, který opustil v roce 1973 se svým Abiturem. Po vojenské službě v Bundeswehru, kde sloužil v letech 1973 až 1975 jako řadový voják (naposledy jako kapitán v záloze), studoval v letech 1975 až 1980 obchodní administrativu na univerzitě ve Freiburgu im Üechtland ve Švýcarsku. Poté se vyučil jako bankovní úředník ve Stuttgartu, Frankfurtu a New Yorku a získal licenci (lic. rer. pol.) od Bernské univerzity.

### Povolání
V rodinné firmě působí od roku 1984 a ještě před smrtí svého otce v roce 2010 převzal podnikání společnosti jako jednatel.
Hohenzollern je hlavním představitelem skupiny společností Fürst von Hohenzollern se sídlem v Sigmaringenu a akcionářem společnosti Zollern GmbH and Co. KG, jednoho z největších zaměstnavatelů v okrese Sigmaringen. Kromě toho je významnou osobou v turistickém konceptu Bavorského lesa prostřednictvím horské dráhy Arber. Zastával mandáty poradních a dozorčích rad v různých bankách; je členem poradního sboru Südwestbank, od roku je 2007 člen poradního sboru Landesbank Baden-Württemberg (LBBW) a od roku 2008 člen Jihozápadního regionálního poradního sboru Commerzbank.

### Osobní život
Karl Friedrich princ z Hohenzollernu si vzal 17. května 1985 v Sigmaringenu v civilním a 16. června v církevním obřadu Alexandru Schenk hraběnku von Stauffenberg (nar. 25. května 1960). Z manželství vzešel syn a tři dcery:
- Alexander Friedrich Antonius Johannes (* 16. března 1987 v New Yorku, USA)
- Philippa Marie Carolina Isabelle (* 2. listopadu 1988 v New Yorku, USA)
- Flaminia Pia Eilika Stephanie (* 9. ledna 1992 v Mnichově) ⚭ 2020 Károly Stipsicz de Ternova[9]
- Antonia Elisabeth Georgina Tatiana (* 22. června 1995 v Mnichově)

Rodina žila na zámku Krauchenwies až do odloučení v roce 2006. Poté Karel Hohenzollern žil ve Wilhelmsbau zámku Sigmaringen na Karl-Anton-Platz. Dne 21. ledna 2010 bylo manželství rozvedeno. Alexandra si ponechala vdané jméno princezna von Hohenzollern.
17. července 2010 se Karel Fridrich Hohenzollern oženil s hamburskou podnikatelkou Katharinou Marií de Zomer (* 1959) v Umkirchu u Freiburgu, která od té doby nosí vdané jméno princezna von Hohenzollern. Po smrti svého otce v roce 2010 se manželé přestěhovali do dříve zrekonstruovaného Landhaus Josefslust nedaleko Sigmaringenu.

### Koníčky
Je nadšený jazzový hudebník (zpěvák, saxofonista a kytarista). Během studií ekonomie ve Švýcarsku navštěvoval jednou týdně Bern Swiss Jazz School. Do roku 2016 pravidelně vystupoval jako Charly se svou kapelou „Charly and the Jivemates“, se kterou také vydal dvě CD u Satin Doll Productions.
Je majitelem několika historických vozidel a patronem zájezdů veteránů pořádaných sdružením Ferienland Hohenzollern.

## Čestné funkce a ocenění
Od června 2007 je členem Spolkového výkonného výboru Hospodářské rady CDU Německo. Je také členem Sdružení katolických podnikatelů a Nadace pro rodinné firmy.
Je členem správní rady Sdružení přátel a příznivců univerzity Albstadt-Sigmaringen. V tradici své rodiny podporoval také arcibiskupský dětský domov Haus Nazareth v Sigmaringenu a dětskou onkologickou kliniku následné péče v Tannheimu a je členem Mariaberg e. V. Je místopředsedou Nadace prince Lennarta von Hohenzollern. Nadaci založila v roce 2006 princezna Nathalie von Hohenzollern, manželka jeho bratra Albrechta, aby získala finanční prostředky na výzkum v oblasti molekulární pediatrie. Také organizoval a účastnil se hudebních charitativních akcí. Je zástupcem ředitele Spolku přátel Arciopatství sv. Martina e. V.
Ministr vnitra Bádenska-Württemberska Heribert Rech mu dne 13. října 2009 předal ve vile Reitzenstein ve Stuttgartu Záslužný kříž na stuze Záslužného řád Spolkové republiky Německo.

## Titulatura
Vystupoval pod historickým nástupnickým titulem „dědičný princ“, ale od smrti svého otce 16. září 2010 si říká „hlava knížecího rodu Hohenzollernů “ s tradičním rodinným titulem „kníže“.
V únoru 2020 Karl Friedrich von Hohenzollern v průběhu nároků braniborsko-pruských Hohenzollernů vůči německému státu za vyvlastněné umělecké předměty sovětskou vojenskou správou poukázal na rozdíl mezi rodem Hohenzollernů-Sigmaringenů a rodu pruských Hohenzollernů." Když byl Ludvík Ferdinand Pruský ještě hlavou braniborsko-pruského rodu Hohenzollernů, tradičně se přijímalo, že si nárokoval určité prvenství v rámci domu jako celku. I po roce 1994, kdy jej v čele domu vystřídal Jiří Fridrich Pruský, obě rodiny nadále udržují úzké kontakty a společně vlastní zámek Hohenzollern.
Po smrti Michala I. Rumunského v roce 2017 by se měl podle linie následnictví na rumunský trůn a ústavy z roku 1923 stát pretendentem rumunské koruny.